# Shoot Many Robots
Shoot Many Robots — сайд-скроллер шутер, поддерживающий кооперативную игру до 4 игроков. Разработан Demiurge Studios и издан Ubisoft для Xbox Live Arcade, PlayStation Network и Steam. Shoot Many Robots была выпущена в марте 2012 года в XBLA и PSN, а месяц спустя — вышла версия для Steam. Версия для Android была выпущена в 2013 году в Play Store. Версия для iOS была анонсирована в 2013 году, но так и не была выпущена.

## Геймплей
Игроки начинают игру в фургоне, где они могут экипировать пять категорий предметов: одно оружие с бесконечным боезапасом, особое оружие с ограниченным боезапасом, а также шляпы, штаны и рюкзаки, которые могут повысить характеристики, такие как наносимый урон/здоровье, или наделить особыми способностями, такими как скользящие атаки или реактивный ранец. Затем игроки выбирают уровень для прохождения, обычно проходя их по порядку, но есть возможность заново пройти предыдущие уровни.
Существует два типа уровней. Большая часть это линейные уровни с боссом или большим натиском роботов в конце. Контрольные точки разбросаны по всему уровню, так что если все игроки погибнут, они возродятся на последней пройдённой контрольной точке. Другой тип уровней — выживание, где игроки пытаются выдержать несколько раундов становящихся всё более сильными и сложными врагов.
Игроки сражаются с роботами, используя своё оружие, рукопашную атаку или специальные атаки, предоставляемые их снаряжением. У роботов есть наступательные и оборонительные механизмы. Некоторые стреляют специальными медленными, но мощными пулями, которые можно остановить только рукопашной атакой по роботу, который их выпустил. Другие роботы почти неуязвимы для атак с одной стороны, но уязвимы для атак с противоположной стороны. У игроков есть счётчик здоровья, который опустошается при попадании по ним. Если игроки получают слишком много урона, они погибают; в многопользовательских играх другой игрок может оживить товарища, в противном случае он начнёт с последней контрольной точки. Также игрок начнёт уровень с бутылками пива, которые можно взять, чтобы восстановить здоровье.
Игровой валютой выступаю орехи, выпадающие из убитых роботов. Они используются для покупки новой экипировки. Иногда из роботов или специальных коробок выпадают ящики, содержащие билеты, на которые можно купить новую экипировку, или большое количество орехов. Эти награды привязаны к игроку и могут быть подобраны только им. Кроме того из роботов могут выпадать бонусы, некоторые из которых дают временные усиления, такие как дополнительная скорость или урон от атаки, в то время как другие восстанавливают пиво или специальные боеприпасы. Убийство каждого робота также повышает уровень опыта игрока, который открывает новую экипировку.
После завершения уровня игроки оцениваются по звёздной системе подсчёта очков, основанной на количестве собранных орехов. Чтобы повысить свой счёт, игроки могут совершать убийства роботов вместе, чтобы увеличить множитель очков до 5x и продолжать убивать роботов, чтобы поддерживать его. Общее количество накопленных звёзд, которые заработал игрок, влияет на то, к каким уровням игрок имеет доступ. Дополнительные орехи присуждаются на основе игровой статистики (количество нанесённого урона и т.д.). Вернувшись в фургон, игроки могут использовать орехи для покупки экипировку, для которой они получили билет и подходящей им по уровню опыта.

## Оценки
| Сводный рейтинг    | Сводный рейтинг | Сводный рейтинг | Сводный рейтинг |
| Издание            | Оценка          | Оценка          | Оценка          |
| Издание            | PC              | PS3             | Xbox 360        |
| ------------------ | --------------- | --------------- | --------------- |
| GameRankings       | 74%             | 66,85 %         | 71,12 %         |
| Metacritic         | 70/100          | N/A             | 67/100          |
| Иноязычные издания |                 |                 |                 |
| Издание            | Оценка          | Оценка          | Оценка          |
| Издание            | PC              | PS3             | Xbox 360        |
| Destructoid        | N/A             | N/A             | 8/10            |
| EGM                | N/A             | N/A             | 8/10            |
| Eurogamer          | N/A             | N/A             | 7/10            |
| GameSpot           | N/A             | 7.5/10          | 7.5/10          |
| GameTrailers       | N/A             | N/A             | 7.8/10          |
| GameZone           | N/A             | N/A             | 8.5/10          |
| IGN                | N/A             | 4.5/10          | 4.5/10          |
| Joystiq            | N/A             | N/A             | [ 19 ]          |
| OXM                | N/A             | N/A             | 4/10            |
| PC Gamer (UK)      | 77%             | N/A             | N/A             |
| Polygon            | N/A             | N/A             | 7/10            |
| VentureBeat        | N/A             | N/A             | 78/100          |
| Metro              | N/A             | N/A             | 5/10            |

| Русскоязычные издания | Русскоязычные издания |
| Издание               | Оценка                |
| --------------------- | --------------------- |
| StopGame.ru           | «Проходняк»           |
| «Игромания»           | 4/10                  |

Версии Shoot Many Robots для Windows и Xbox 360 получили «средние» оценки, согласно Metacritic. VentureBeat сказали о версии для Xbox 360: «Как и в случае с командными играми-бойнями, эта игра принесёт вам пользу. Возьмите с собой несколько своих приятелей-собутыльников и проведите весёлую (и дешёвую) ночь заслуженно убивая роботов деревенской огневой мощью. Желательно, надев пивные очки». IGN сказали о версиях для PlayStation 3 и Xbox 360: «самая заметная проблема — это управление», и назвали кооперативный режим «хаотичным беспорядком».